# アニッタ
アニッタ（Anitta, 紀元前17世紀）は、記録上二番目に古いヒッタイト人の王。ハットゥシャを攻略し初めて「ヒッタイトの大王」を名乗った。

## 事績
アニッタはクッシャラの王ピトハナの息子である。父が樹立したアナトリアの小国を受け継ぎ、その領域を拡げた。彼はのちに「諸王の王」を意味する「大王」を名乗り、その名乗りの伝統はのちのヒッタイト帝国の歴代王に受け継がれてゆく。その事績は粘土板に刻まれた「アニッタ文書」に記されている。なおこの文書は今のところ最古のヒッタイト語文書であり、またインド＝ヨーロッパ語では最古の文字資料である。この粘土板はおそらく後世のハットゥシリ1世が筆写させたもので、ハットゥシャの遺跡から出土した。
彼が従えたという「王」は、王とはいえ「村の王」だったかもしれず、彼の「王国」がどの程度の規模だったかは不明である。それは彼が「1400人の兵士と40両の戦車を率い」と誇らしげに記していることから窺える。ヒッタイト人は宗教的理由から（古代エジプトのファラオとは対照的に）記録に誇張をしない傾向があるため、この数字はほぼ正確であると考えられる。アニッタは（後世の目から見れば）割合小規模な軍勢を率いて遠征を続け、のちにヒッタイト帝国の首都となるハットゥシャを攻略して先住民ハッティ人の王ピユシュティを降し、この町を焼き払った。「夜中に都市を攻略し、そこに草一本生えないようにした。我が後の王でここに住むものあれば、天なる天候神の怒りに触れん」と記している。
彼はその遠征に鉄製の笏（しゃく）と玉座を伴ったという。当時鉄は貴金属であり、金よりも高価だった。また当時のヒッタイトの拠点カネシュ市の遺跡であるキュルテペからは、「アニッタ」の名が入った銘文を刻んだ青銅製の槍先（誤って「短剣」と紹介されることが多い）が出土しており、その実在を裏付ける証拠と考えられている。
プルシュアンダの王もヒッタイトに従属し、ヒッタイト人のアナトリアでの覇権が定まった。ただしアニッタ以降2世紀にわたり、文字史料ではヒッタイト人の動向は伝わっていない。